# Rebutia albipilosa

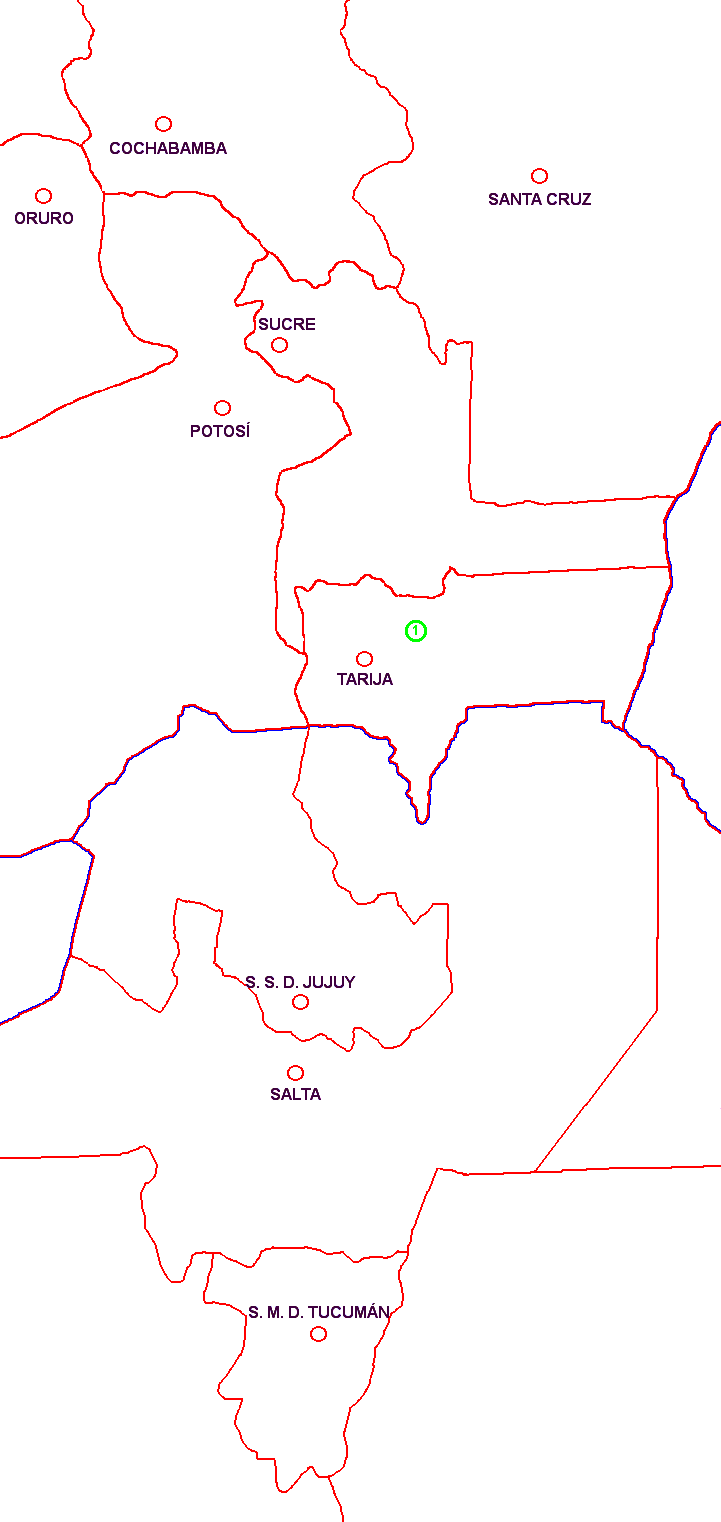
Mapa rozšíření R. albipilosa

Rebutia albipilosa je velmi pěkný druh rodu rebucie, nápadný svým mimořádným otrněním, podle kterého dostala i jméno, albipilosus znamená bíle chlupatý, bělovlasý. Husté bílé otrnění doplňují výrazné, jasně zbarvené květy. V současné taxonomii je druh R. albipilosa pokládán za synonymum R. fiebrigii a není jako samostatný druh akceptován.

 

## Rebutia albipilosaRitter
Ritter, Friedrich; Taxon, 12: 29, 1963
Sekce Aylostera, řada Albipilosa
Synonyma: 
- Aylostera albipilosa (Ritter) Backeb., Descr. Cact. Nov., 3: 5, 1963

### Popis
Stonek polokulovitý, ve stáří protáhlý, 40 - 50 mm široký, od báze později poněkud odnožující, bez řepovitého kořene, temeno snížené, ve stáří ponejvíce neotrněné; pokožka tmavě zelená. Žeber 21 - 25, silně rozložená do okrouhlých až podlouhlých hrbolků, 2 - 4 mm dlouhých a 2 mm vysokých, někdy zřetelná, spirálovitá; areoly okrouhlé až krátce oválné, pokrývající vrchol hrbolků, bílé, 1 - 2 mm dlouhé, 4 - 6 mm navzájem vzdálené. Trnů 25 - 35, vlasově jemné, měkké, bílé, lesklé, odstávající, někdy poněkud prohnuté, těžko rozlišitelné na okrajové a středové, 10 - 40 mm dlouhé, při silném oslunění poněkud hrubší a přímější a středové s červenohnědými špičkami.
Květy postranní, otevřené více dní od rána a brzy odpoledne zavírající, nevonící, 35 - 45 mm dlouhé, 25 - 30 mm široké; květní lůžko 7 mm dlouhé, 3 mm široké, nazelenale červenohnědé, s malým množstvím nepatrných bílých areol s úzkými špičatými nazelenalými šupinami, krátkou vlnou a měkkými bílými štětinami, dole téměř holé; květní trubka 25 mm dlouhá, dole asi na 15 mm srostlá s čnělkou, úzká, nad tím nálevkovitě se rozšiřující, až 4 mm široká, uvnitř bělavá, vně nahnědle červená, s malým množstvím málo odstávajících, načervenalých, úzkých, špičatých, holých šupin; okvětní lístky široce rozevřené, kopisťovité, dole zúžené, nahoře zaokrouhlené nebo krátce zašpičatělé, 9 - 12 mm dlouhé, 2 - 6 mm široké, oranžově až řeřichově červené; nitky bílé, asi 7 mm dlouhé, vzpřímené, téměř stejně dlouhé, v horní části trubky rovnoměrně nasazené až k okraji, prašníky malé, okrouhlé, citrónově žluté; čnělka bílá, volná část 15 - 18 mm dlouhá, včetně 4 bílých, 4 - 5 mm dlouhých ramen blizny ve výšce horních prašníků nebo poněkud nad nimi. Plod oválný, 6 - 9 mm dlouhý, 5 - 7 mm široký, nahoru zúžený, tmavě nazelenale červený. Semena protáhlá, asi 1,2 mm dlouhá, 0,8 mm široká a 0,6 mm tlustá, matně černá, s velkým, bílým, bazálním hilem.

### Variety a formy
Variety ani formy nebyly popsány, i ve sbírkách jsou rostliny R. albipilosa velmi jednotné, druh je s určitostí známý jen z velmi malé oblasti. Kromě sběru FR 754, podle kterého byl popsán, byl jako R. albipilosa označen také sběr KK 839. Přiřazení sběrů W. Rausche (WR 784a, WR 858) k tomuto druhu vyvolává v souvislosti s místem jejich nálezu určité pochybnosti.

### Výskyt a rozšíření
Jako místo, kde byl sbírán typ, F. Ritter uvedl Narvaez (Bolívie, departament Tarija, provincie O'Connor). K. Kníže jako místo svého nálezu KK 839 uvedl Tarcia (Bolívie, departament Tarija) v nadmořské výšce 2800 m. Druh je asi známý jen ze dvou lokalit, pravděpodobnost dalších nálezů v této oblasti je však pravděpodobná.